# Rago (Automarke)
Rago war eine uruguayische Automarke.

## Markengeschichte
Das Unternehmen Industrias WARV hatte seinen Sitz in Montevideo. Unter Leitung der Brüder Carlos und Waldemar Rago stellte es Automobile her. Der Markenname lautete Rago. Der Zeitraum der Produktion wird entweder mit 1966 bis 1972 oder ausschließlich 1967 angegeben. Insgesamt entstanden zwölf Fahrzeuge. Einige existieren noch. Die originalen Bauformen und Werkzeuge befinden sich weiterhin im Besitz der Familie Rago.

## Fahrzeuge
Das einzige Modell war ein kleines Coupé. Es bot Platz für zwei Erwachsene und zwei Kinder. Die Karosserie bestand aus Fiberglas, entworfen von De la Maria. Das Fahrzeug war bei 202 cm Radstand und 122 cm Spurweite vorne bzw. 118 cm hinten 355 cm lang, 145 cm breit und 130 cm hoch. Das Leergewicht war mit 395 kg angegeben. Ein Zweizylinder-Zweitaktmotor von Hispano Villiers mit 57 mm Bohrung, 63,5 mm Hub, 325 cm³ Hubraum und 16,5 PS Leistung war im Heck montiert. Er trieb die Hinterräder an.